# Národní námořní rezervace Olympijské pobřeží

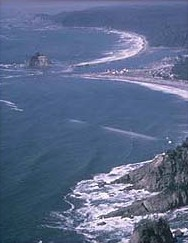
Olympijské pobřeží

Národní námořní rezervace Olympijské pobřeží (angl. Olympic Coast National Marine Sanctuary) je jedná ze čtrnácti námořních rezervací v USA, nacházející se na pobřeží Olympijského poloostrova. Byla vyhlášena roku 1994 a chrání asi 8 570 km² Tichého oceánu mezi mysem Flattery a ústím řeky Copalis, což je zhruba 217 km dlouhé pásmo. Rezervace existuje místy až 64 km daleko od pobřeží Washingtonu. Nachází se zde také tři podmořské kaňony. 105 kilometru pobřeží se překrývá s Olympijským národním parkem. Také se překrývá s národními rezervacemi na ochranu zvěře Flattery Rocks a Quillayute Needles.